# Arbre (Ath)
 (septembre 2014).
Si vous disposez d'ouvrages ou d'articles de référence ou si vous connaissez des sites web de qualité traitant du thème abordé ici, merci de compléter l'article en donnant les références utiles à sa vérifiabilité et en les liant à la section « Notes et références ».
Pour les articles homonymes, voir Arbre (homonymie).
Arbre (en picard Arbe) est une section de la ville belge d'Ath située en Wallonie picarde dans la province de Hainaut. C'était une commune à part entière avant la fusion des communes de 1977.

## Géographie
Située à proximité de la route Ath-Mons, au croisement du chemin d'Ath à Soignies et de Chièvres à Lessines et traversé par la ligne ferroviaire SNCB Mons-Jurbise-Ath, elle est arrosée par la Dendre orientale ou « rivière d'Arbre » qui reçoit les eaux du ruisseau de la Presse (venant du Nord) et de la Hunelle (venant du Sud).
Son relief est peu accidenté, variant de 71 mètres à l'extrême Nord et à 35 mètres au Sud vers la Dendre Orientale.
Le terrain argileux est de très bonne qualité pour l'agriculture. On y trouve quelques ressources géologiques : du calcaire tournaisien qui a servi autrefois à fournir les moellons de la tour de l'église et des grès (psammites) qui ont été extraits pour la confection de pavés.

## Évolution démographique
- Sources : INS, Rem. : 1831 jusqu'en 1970 = recensements, 1976 = nombre d'habitants au 31 décembre.

### Démographie
Au début du XXe siècle, la natalité a baissé de 25 % (moins de 600 habitants). À partir de 1975, Arbre connait une nouvelle croissance de ses habitants (658 personnes).

## Histoire
La présence de l'homme est attestée dès les périodes préhistoriques et gallo-romaines dans toute la région avec notamment une belle hache polie en jade du néolithique trouvée à Maffle et les tombeaux gallo-romains du IIe siècle de notre ère mis au jour vers 1876 dans la même localité. Les dictionnaires anciens parlent aussi de monnaies romaines d'or et d'argent, de débris de vases et d'amphores trouvés à Arbre même, mais sans plus de précision.
Dès 861, la Dendre Orientale est appelée « Arbre » et sera nommée ensuite « rivière d'Arbre » en 1347. Il est difficile de dire si le nom du village provient de l'arbre ou de la rivière Asbra. La forme latine « Arbor » est attestée en 1136 et l'on trouve aussi les formes latines « Arbere », « Arbore », « Arbra », Arbre et « Arbro ».
Les premiers seigneurs sont signalés des 1179, 1186 et 1188 (Mathieu d'Arbre, Oston et Hugues, ses fils). Au XVe siècle, les seigneuries d'Arbre et d'Attre sont réunies entre les mains de Guillaume de Lalaing.
À partir du XVIe siècle, la seigneurie appartient aux seigneurs de Gommegnies jusqu'à la fin de l'Ancien Régime. Un château se trouvait à proximité de l'église et de la place. Il a été démoli vers 1880 (l'historien Van Haudenard a publié un dessin qui le représente vers 1868).
La structure géographique de la commune est fixée en 1825 lors de la révision cadastrale. Le hameau du Petit Chièvres (enclave de la ville de Chièvres) est rattaché à Arbre et forme avec Ponchau et le centre, l'ensemble du village.

## Patrimoine
Sur le plan paroissial, l'autel d'Arbre est donné en 1136, par l'évêque de Cambrai à l'Abbaye de Liessies. C'est celle-ci qui percevait les dîmes et désignait le curé pour Arbre et Maffle. Après 1805, les deux paroisses furent séparées.
La tour de l'église remonte à l'ancien Régime. Les pierres tombales placées contre le mur de l'église sont datées du XVIIe siècle ou du XVIIIe siècle.
La remarquable Vierge d'arbre en marbre blanc (conservée au musée du Cinquantenaire, mais une copie orne l'autel latéral gauche), date de 1340 – 1350. C'est une œuvre élégante, fine et de très grande valeur artistique (unique en Hainaut). Il y a aussi dans l'église plusieurs statues, de Sainte Catherine, Saint Éloi, Saint Nicolas et Saint Roch (XVIIIe et XIXe siècles). Les autels en bois et la chaire de vérité (démontée) remontent entre 1805 et 1810, après la période révolutionnaire. Un inventaire des pièces d'orfèvrerie a été révélée.
Deux anciennes chapelles sont situées au bord du chemin de Soignies : Notre Dame de Bonne Assistance et Saint-Joseph.
La ferme du Misérable (début du XIXe siècle est un ensemble de bâtiments agricoles de style de même que l'ancienne cure, devenue un home pour enfants.
Le vieux pont sur la Dendre, a été restauré lors des travaux du TGV.
L'église est remise à neuf et agrandie en 1835. Son clocher a été éventré pendant la Deuxième Guerre mondiale. Après sa reconstruction, il a été abaissé et forme une pyramide.
En 1880, est établie une place publique face à l'église car les propriétaires sont occupés au démantèlement du château de Grandsart et les jardins conviennent parfaitement pour cet usage. La population peut de cette façon célébrer des réjouissances publiques. La place est restée la même jusqu'à nos jours (plus ou moins 13 ares et 45 centiares).

## Écoles
En 1838, le conseil communal se dit incapable de payer l'instruction des pauvres, alors que trois instituteurs privés tiennent respectivement des classes à Arbre, au Petit Chièvres et à Ponchau. Pour l'un d'eux (M. Vauhave), il faut qu'il complète son enseignement et qu'il tienne ses classes dans un autre lieu qu'au cabaret. De plus, en 1846, l'administration adapte l'école de monsieur Vauhave, qui a cessé d'être en même temps cabaretier !
Un règlement des écoles communales a été voté dès 1944. Les enfants indigents y sont admis gratuitement, les autres (15 enfants) doivent payer 1 franc par mois. 
En 1863, le nombre total d'élèves était de 100 (74 indigents et 26 solvables). Cette augmentation est liée à celle de la population.
Les représentants communaux se préoccupent de réaliser un bâtiment d'école. Une première tentative d'achat d'un terrain (13 ares près de l'église) mais cette proposition ne sera pas suivie d'effets. Les habitants du hameau de Ponchau protestent et proposent d'acheter un terrain entre le centre et leurs habitations. Finalement, les bâtiments sont construits en 1866, complétés en 1876 par la construction d'une maison pour l'instituteur et d'une école pour les filles. 
En 1881, est prise la décision d'ouvrir une école gardienne. En 1866, il reste encore 31,4 % d'analphabètes mais en 1910 ce taux est tombé à 15,1 %. 

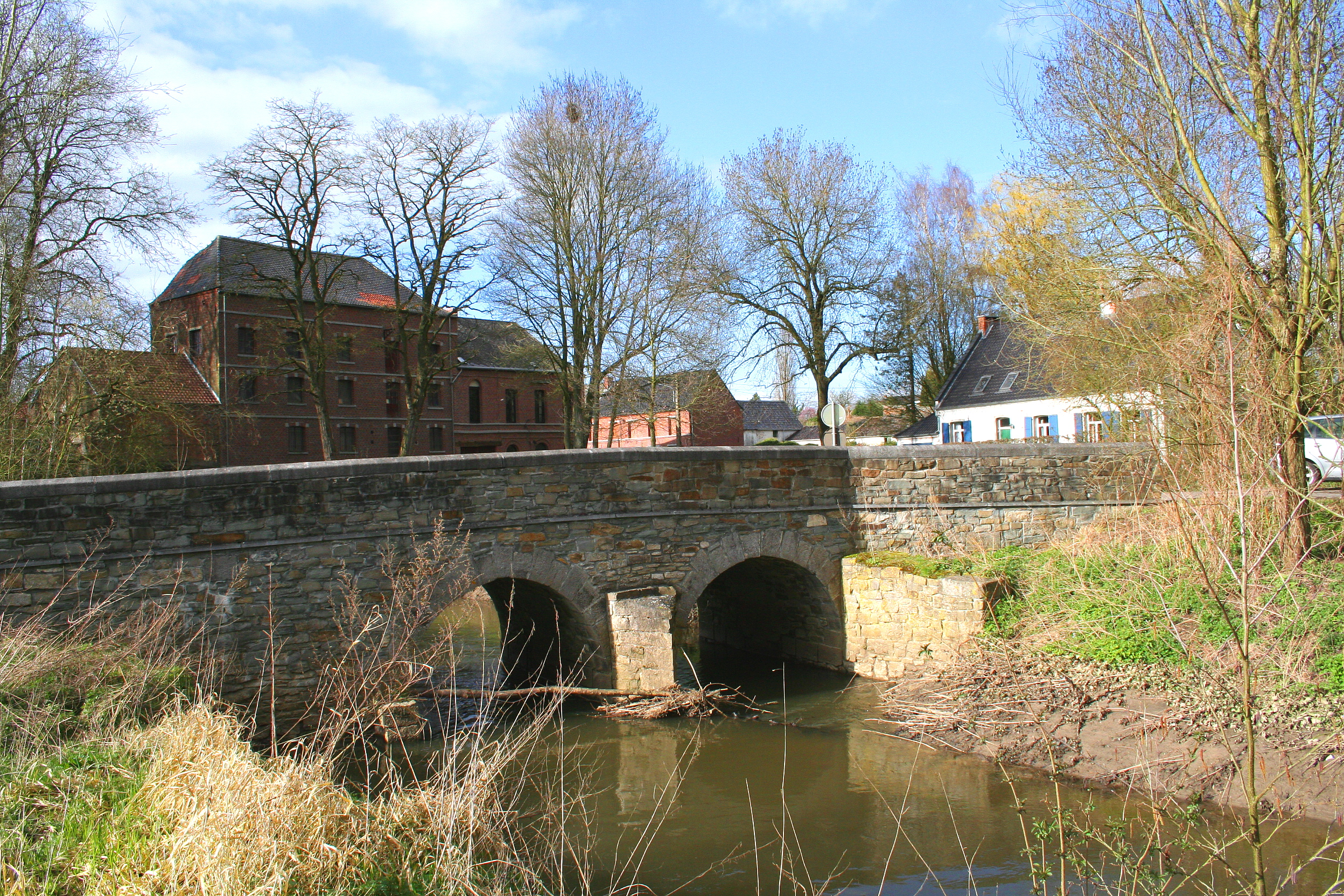
Pont reconstruit sur la Dendre Orientale et ancienne tannerie.

## Économie
Au point de vue économique, Arbre est uniquement un village agricole. La majorité des biens est cultivée en location soit 235 sur 293 ha. La majorité des fermes ont moins de 5 hectares soit 111 exploitations. L'assolement est surtout axé sur le froment (avec un rendement médiocre, 18 à 20 hectolitres par hectare). Mais on rencontre aussi du seigle, de l'avoine, du trèfle, du colza, du lin et des pommes de terre. À partir du XXe siècle, l'élevage va se développer de même que les cultures fourragères au détriment des céréales. 
Vers 1910, d'autres évolutions sont en cours avec l'apparition des premiers engrais minéraux (chaux) et chimiques (phosphates, sulfates, nitrates et potasses).
De même dans les techniques d'exploitation avec la moissonneuse et une batteuse à vapeur, on voit une diminution de la main d'œuvre domestique, d'où une baisse de population. Un glissement de la main d'œuvre va s'effectuer vu l'évolution des carrières dans les communes voisines de Maffle et de Mévergnies-Attre.
Il a aussi existé dans la commune deux fabriques de chicorée et une tannerie près du centre du village, sur la commune de Chièvres.